# كليفورد دوكز
كليفورد دوكز (بالإنجليزية: Clifford Dukes)‏ هو لاعب كرة قدم أمريكية أمريكي، ولد في 26 يونيو 1981 في ليكسينغتون بارك في الولايات المتحدة.